# Yonaguska
Yonaguska (ca. 1760 til april 1839) var høvding for Qualla-cherokeserne, det vil sige den del af cherokeserstammen, der levede i det område i det vestlige North Carolina, der ligger syd for den nuværende Great Smoky Mountains National Park omkring byen Cherokee. Navnet betyder nærmest "bjørn drukner" og det bliver normalt oversat til "Druknende Bjørn" eller "Drowning Bear" på engelsk. Han var den eneste høvding som forblev tilbage i cherokesernes oprindelige hjemland, da stammen blev tvangsforflyttet til Oklahoma.

## Ungdom
Der vides ikke meget om Yonaguskas barndom og ungdom, bortset at han som 12-årig fik en vision. Her forudså han at de hvide ville overtage stammens land i Blue Ridge Mountains, men ingen lyttede til ham på grund af hans alder. Da den amerikanske frihedskrig brød ud, valgte cherokeserne efter lange overvejelser, at støtte England imod de amerikanske kolonister. En medvirkende årsag var ikke mindst at North Carolinas milits under kommando af General Griffith Rutherford nedbrændte 36 af stammens byer i 1776. Denne handling blev betragtet som en bekræftelse på at Yonaguska havde haft ret i sin vision. 

## Traktaten fra 1819
Hvornår Yonaguska blev stammen høvding vides ikke med sikkerhed, men det har formodentlig været omkring 1800. I hvert fald deltog han ofte som præsentant for Qualla-cherokeserne i forhandlingerne om de traktater, som regeringerne i delstaterne og den føderale regering i Washington DC forsøgte at presse stammen til at underskrive i begyndelsen af det 19. århundrede.
I 1819 blev der underskrevet endnu en traktat. Ifølge denne skulle cherokserstammen afgive landområder omkring floderne Watauga River og Tuckasegee River i den vestlige del af North Carolina. Imidlertid fik Yonaguska, som en del af aftalen, lov til at købe 2,6 km² af sin egen jord, hvor stammen kunne bo. Stedet lå der, hvor Kituhwa, cherokeserstammens oprindelige hovedstad og helligsted, havde ligget, ved et af flodens sving mellem de nuværende byer Ela og Bryson City. Området findes mellem US Highway 19 og US Highway 74. Her slog stammen sig ned.

## Adoptivsønnen Will Thomas
Samme år kom en ung mand, den 14-årige William Holland Thomas til området for at arbejde på en handelsstation. Thomas blev gode venner med stammens medlemmer og lærte sig hurtigt at tale cherokesisk, og da butiksejeren gik fallit allerede i 1820, blev Will Thomas adopteret ind i stammen som adoptivsøn af Yonaguska, som kaldte ham Wil-Usdi (Little Will). Da handelsstationen lukkede, fik Thomas nogle lovbøger i stedet for den løn, han havde til gode og dem studerede han ivrigt samtidigt med at han i 1821 åbnede sin egen handelsstation i byen Whittier tæt på Kituhwa. Efterhånden kom Thomas til at fungere som qualla-cherokesernes advokat. 
I 1819, ca. 60 år gammel blev Yonaguska, der som mange indianere var tidligere alkoholiker (billig rom og whisky var nogle af de varer hvide byttede med indianerne for skind) alvorligt syg. Han faldt i en trance, og stammens medlemmer, som troede at han var ved at dø, samledes om ham. Imidlertid vågnede han af trancen og kunne fortælle, at han havde haft endnu en vision. Han havde fået besked fra åndernes verden om at cherokeserne aldrig mere måtte drikke whisky. Han fik Thomas til at udfærdige et skriftligt løfte: "De underskrevne cherokesere, bosat i Qualla er enige om at undgå brugen af spiritus". Yonaguska skrev selv under og det samme gjorde stammerådet og alle byens indbyggere. Dokumentet findes stadig i en samling af Will Thomas' papirer på Western Carolina University. Frem til Yonaguskas død i 1839 var whisky stort set ukendt hos stammen, og spiritus er fortsat forbudt overalt i Qualla området.

## New Echota traktaten fra 1835
Efterhånden steg presset på cherokeserne for at få dem til at forlade deres land i de østlige stater og flytte vest på, og ikke mindst efter vedtagelsen af Indian Removal Act i 1830 blev presset stort. Yonaguska var én de høvdinge, der talte kraftigt mod flytning og forsvarede cherokesernes ret til at forblive i det oprindelige hjemland. Han stolede ikke på regeringen, når den lovede, at i de nye områder mod vest, ville stammen få lov til at leve i fred for de hvide, for hans erfaring var, at flere og flere hvide ville rejse vest på, og så ville de samme problemer opstå der, som allerede eksisterede i de østlige stater. 
I 1835 underskrev en lille gruppe af cheroksere under ledelse af Major Ridge, primært fra den del af stammen, der kom fra de såkaldte "overhill" byer i Tennessee en ny traktat i byen New Echota i Georgia. Her aftalte de på hele stammens vegne, at den skulle opgive alle sine tilbageværende landområder i Georgia, South Carolina, North Carolina, Virginia, Tennessee og Alabama og flytte til det nyoprettede (1834) indianterritorium i det nuværende Oklahoma. Hovedparten af stammen, med overhøvdingen John Ross i spidsen var modstandere af aftalen, og protesterede i Washington over, at aftalen kun var indgået med et mindretal. Protesten blev dog afvist og senatet ratificerede traktaten. Denne kom tre år senere til at resultere i tvangsforflyttelsen af stammen (Trail of Tears). 
Yonaguska var også en af modstanderne og han bad præsidentents udsending, Præsten John F. Schermerhorn om at forklare fordelene ved aftalen, hvilket denne havde meget svært ved. Imidlertid mente Yonaguska ikke at New Echota traktaten skulle gælde for hans del af stammen. De boede jo på jord, de havde købt og betalt, ikke på stammeland. Han sendte derfor Will Thomas til Washington for at forsvare synspunktet, da han ikke stolede på, at regeringen ville respektere aftalen fra 1819. Tidligere var adskillige "evige og permanente" traktater blevet brudt. Det lykkedes for Thomas at få garanti for de ca. 1.000 cherokesere der levede i området, der nu kaldtes Indiantown, kunne få lov at blive. 
I 1838 påbegyndtes så tvangsforflytningen af cherokeserne og mange af de, der ikke havde fået lov til at blive, flygtede ud i bjergene, hvor de skjulte sig for de hvide soldater. Will Thomas fik overtalt qualla-cherokserne til ikke at skjule flygtninge, hvis nogen skulle søge tilflugt blandt dem. Èn af dem, der flygtede var Tsali, som i dag er en af stammens helte. Han blev anklaget for at have myrdet nogle soldater, som skulle føre ham og hans familie til en af de midlertidige fangelejre, hvor stammens medlemmer blev anbragt indtil de kunne føre vest på. De hvide soldater kunne ikke finde Tsali og hans folk, og bad cherokeserne i Indiantown om hjælp. Will Thomas overtalte Yonaguska til at hjælpe og han sendte en styrke på 60 mand ind i bjergene, hvor de hurtigt fik fanget både Tsali og hans familie. De voksne mænd var dødsdømt og cherokeserne bad om lov til selv, at udføre henrettelserne, da de ikke mente at de hvide skulle have lov til at ydmyge de tilfangetagne yderligere. Oberst William Foster, der var chef for den styrke, der havde til opgave at arrestere Tsali, rapporterede om Yonaguskas hjælp til sin chef, general Winfield Scott og denne rapport blev en af de ting, som Will Thomas kunne bruge i sine forhandlinger med regeringen i Washington i 1839.

## Yonaguska dør
Will Thomas brugte af sine egne midler til at opkøbe land, som cherokeserne kunne leve på. De kunne ikke selv købe den jord, de havde boet på i århundreder. Yonaguska og hans folk flyttede fra området ved Kihtuwa til et område ved Soco Creek (det nuværende Cherokee), som Thomas havde købt. I 1839 blev Yonaguska igen syg. Han lod sig bære til rådshuset, der lå ved bredden af Soco Creek, hvor han holdt en sidste tale til sit folk. Her anbefalede han dem, at de skulle vælge Will Thomas som hans afløser, og at de aldrig måtte forlade deres hjemland. Derefter lænede han sig tilbage og døde. 
Stammen valgte faktisk William Holland Thomas som deres afløser og de forlod aldrig deres hjemland. Thomas blev den eneste hvide, der nogensinde har været høvding over cherokeserne. Efter Yonaguskas død fortsatte Thomas med at opkøbe jord, nu både for egne og stammens midler. Indiantown blev omdøbt til Quallatown og det har givet navn til stammens nuværende hjemsted, Qualla forvaltningsområdet, som for hovedpartens vedkommende består af de landområder, som Will Thomas opkøbte. 
De 1.000 cherokesere som fik lov til at blive udgjorde grundlaget for det, der senere blev til Eastern Band of Cherokee Indians, og selv om stammen ikke var anerkendt som selvstændig stamme på hans tid, anses Yonaguska alligevel for at være stammens vigtigste høvding og stifter. Yonaguska er begravet ved bredden af Soco Creek. 

## Eksterne referencer
- Cherokee History Arkiveret 6. april 2009 hos  Wayback Machine (engelsk)
- Kituhwas placering jf. Wikimapia